# Dénes Eszenyi
Dénes Eszenyi (ur. 9 stycznia 1968 w Nyíregyházie) – węgierski piłkarz występujący na pozycji napastnika, reprezentant kraju.

## Życiorys
Wychowanek Nyíregyházi VSSC, w tym też klubie rozpoczynał w 1984 roku seniorską karierę. Dwa lata później został powołany do wojska, co wymusiło na nim zmianę klubu na Újpesti Dózsa. W NB I zadebiutował 1 marca 1987 roku w wygranym 5:0 spotkaniu z Eger SE, w którym zdobył ponadto gola. W okresie gry w Újpescie dwukrotnie (1987, 1992) zdobył Puchar Węgier, a w sezonie 1989/1990 zdobył mistrzostwo kraju. 5 września 1990 roku zadebiutował w reprezentacji w wygranym 4:1 towarzyskim meczu z Turcją.
W 1992 roku Eszenyi został zawodnikiem KV Mechelen. Początkowo ze względu na słabe wyniki testów wydolnościowych nie grał w klubie, jednakże później był już zawodnikiem pierwszej drużyny, występując do 1994 roku w 45 ligowych meczach. Po zmianie kierownictwa klubu został wypożyczony do Pécsi MSC, gdzie odszedł po pół roku z przyczyn finansowych. Następnie grał na wypożyczeniu w Honvédzie, Hapoelu Cafririm Holon, Bene Jehuda Tel Awiw i Eintrachcie Trewir. W 1997 roku wrócił do Újpestu, jednakże nie był tam podstawowym graczem, przez co na początku 1999 roku przeszedł do Ferencvárosu. Z powodu kontuzji po półroczu pobytu w klubie opuścił go. Następnie grał w Izraelu, a w 2000 roku powrócił na Węgry, podpisując kontrakt z BKV Előre. Na początku 2001 roku zakończył karierę.

## Statystyki ligowe
| Sezon         | Klub                  | Liga          | Mecze | Gole |
| ------------- | --------------------- | ------------- | ----- | ---- |
| 1984/1985     | Nyíregyházi VSSC      | NB II         | ?     | ?    |
| 1985/1986     | Nyíregyházi VSSC      | NB II         | ?     | ?    |
| 1986/1987 (j) | Nyíregyházi VSSC      | NB II         | ?     | ?    |
| 1986/1987 (w) | Újpesti Dózsa SC      | NB I          | 14    | 3    |
| 1987/1988     | Újpesti Dózsa SC      | NB I          | 8     | 1    |
| 1988/1989     | Újpesti Dózsa SC      | NB I          | 11    | 3    |
| 1989/1990     | Újpesti Dózsa SC      | NB I          | 19    | 4    |
| 1990/1991     | Újpesti TE            | NB I          | 17    | 6    |
| 1991/1992     | Újpesti TE            | NB I          | 29    | 12   |
| 1992/1993     | KV Mechelen           | Eerste klasse | 18    | 1    |
| 1993/1994     | KV Mechelen           | Eerste klasse | 20    | 7    |
| 1994/1995 (j) | KV Mechelen           | Eerste klasse | 7     | 1    |
| 1994/1995 (w) | Pécsi Munkás SC       | NB I          | 11    | 2    |
| 1995/1996 (j) | Kispest-Honvéd FC     | NB I          | 5     | 1    |
| 1995/1996     | Hapoel Cafririm Holon | Liga Leumit   | 21    | 7    |
| 1996/1997 (j) | Bene Jehuda Tel Awiw  | Liga Leumit   | 1     | 0    |
| 1996/1997     | Eintracht Trewir      | Regionalliga  | 4     | 0    |
| 1997/1998     | Újpesti TE            | NB I          | 16    | 6    |
| 1998/1999 (j) | Újpest FC             | NB I          | 9     | 2    |
| 1998/1999 (w) | Ferencvárosi TC       | NB I          | 9     | 0    |
| 1999/2000 (j) | Maccabi Petach Tikwa  | Ligat ha’Al   | 7     | 0    |
| 1999/2000 (w) | Hapoel Ramat Gan      | Liga Arcit    | ?     | 5    |
| 2000/2001     | BKV Előre             | NB II         | 4     | 2    |